# Port lotniczy Akanu Ibiam
Port lotniczy Akanu Ibiam (IATA: ENU, ICAO: DNEN) – międzynarodowy port lotniczy położony w Enugu, w stanie Enugu, w Nigerii.

## Linie lotnicze i połączenia

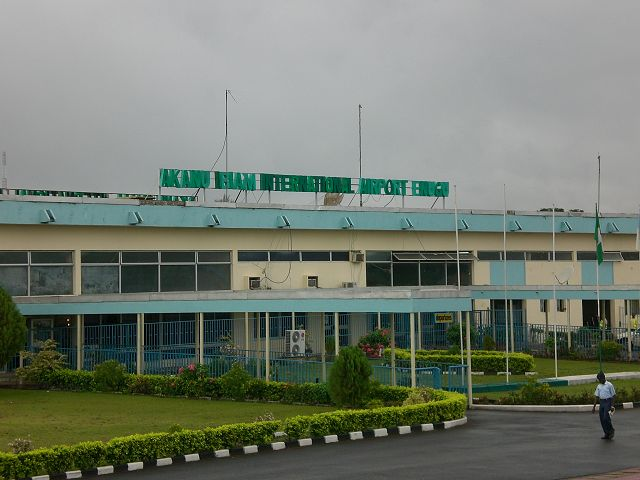
Airport Terminal

| Linia Lotnicza          | Kierunek           |
| ----------------------- | ------------------ |
| Air Peace               | 1. Abudża 2. Lagos |
| Ethiopian Airlines      | 1. Addis Abeba     |
| Green Africa Airways    | 1. Lagos           |
| Ibom Air                | 1. Abudża 2. Lagos |
| United Nigeria Airlines | 1. Abudża 2. Lagos |